# Ледерер, Франо
Франо Ледерер (хорв. Frano Lederer; 27 мая 1868, Стон — 17 декабря 1931, Дубровник) — хорватский органист, хоровой дирижёр, композитор, музыкальный педагог.
Изучал богословие в Задаре, Граце и Вене, затем музыку в Вене, Милане и Варшаве. Вернувшись в Далмацию, работал органистом в кафедральном соборе и церкви Святого Влаха, преподавал пение в семинарии. В 1906—1918 гг. органист, педагог и хормейстер в Задаре и его пригороде Арбанаси, среди его учеников Шиме Дешпаль. Затем вернулся в Дубровник и до конца жизни преподавал и руководил хором.
Автор многочисленных религиозных хоровых сочинений, особенно в честь патрона церкви Святого Влаха — Святого Власия, в том числе гимна Salutis aram Blasius (лат. Алтарь спасения Власий <воздвиг>; 1922). Сочинял и светскую музыку — в частности, оперетту «Маленькие птицеловы» (хорв. Mali ptičari) на либретто Анте Ягича (1872—1950), опубликованную в 1932 году. Опубликовал также учебное пособие «Теоретический и практический курс пения» (хорв. Teoretično-praktična pouka u pjevanju za preparandije; 1905, второе издание 1914).